# San Benito (Ciudad Real)
San Benito es la pedanía más importante del municipio castellano-manchego de Almodóvar del Campo (provincia de Ciudad Real). Dista 69 km de la capital municipal.
Pese a carecer de referencias históricas de relevancia, se tiene conocimiento que hasta bien entrado el siglo XVIII perteneció a la provincia de Córdoba, si bien, la reorganización del Estado acometida durante el siglo XIX, estableció el término entre provincias en el río Guadalmez, pasando entonces a pertenecer a la provincia de Ciudad Real.
Al sur linda con el río Guadalmez, donde actualmente se establece el término entre Castilla-La Mancha y Andalucía. Al sursureste con Torrecampo (Córdoba), al norte con Alamillo (Ciudad Real) y al oeste con el Guijo (Córdoba).
Se trata de una zona donde la economía es esencialmente agrícola y ganadera. Durante algunos períodos de su historia, se ha desarrollado también la explotación minera de la plata (en la zona denominada "Las Minillas"), aunque nunca con gran repercusión sobre la economía.
Se encuentra en la ladera sur de la Sierra Madrona y desde él se obtienen unas vistas impresionantes del Valle de los Pedroches.
San Benito es la aldea más meridional del término municipal, en el límite con el Valle de los Pedroches, ubicado en la provincia de Córdoba.

## Historia
En el siglo XIV esta pedanía aparece nombrada en el libro de la Montería de Alfonso XI: «…las veredas que van a Sanct Benito…», lo que sugiere su existencia en la Reconquista. Otros autores suponen que la aldea fuera en su origen un ligado a la Orden de Calatrava, como indica su advocación.
En el siglo XIV ya tenía parroquia con sacerdote a cargo de la Mesa Maestral y en las Relaciones lo consideran anejo de Almodóvar con 60 vecinos. Sin embargo, el Capítulo General de 1652 lo agrega al curato de Almadén ya que entonces su curato solo contaba con 14 vecinos y 100 ducados de renta. En 1703 aparece como aneja a la parroquia de Alamillo, lo que indica su decadencia.
En 1772 se la menciona como aldea situada a ocho leguas de la villa. A finales del siglo XIX la aldea contaba ya con 76 casas y 254 habitantes mientras que en 1950 las cifras aumentaron a 169 edificios y 879 habitantes.
Lo cierto es que actualmente, este enclave almodovareño cuenta con una población de 227 habitantes (INE año 2015).
Sorprenden al llegar a ella la singular arquitectura popular, con los dinteles pétreos de las fachadas de sus casas, sus techumbres abovedadas, la proliferación de los naranjos en sus huertas y patios y la calidez de sus gentes muy influidas por las costumbres andaluzas.

## Fiestas
Como fiestas a destacar, cabe citar en primer lugar el Carnaval, periodo durante el cual la Hermandad de las Ánimas coloca una cruz adornada en la iglesia para recoger donativos y, en segundo lugar, las fiestas mayores en honor a su patrón San Pantaleón en el mes de julio .
Asimismo, en febrero se festeja La Candelaria; el 21 de marzo San Benito Abad (titular de la parroquia); la romería de Nuestra Señora del Rosario en mayo; y Nuestra Señora del Rosario cada 7 de octubre.

## Lugares de interés
Es interesante visitar la parroquia de San Benito Abad, reedificada gracias a las limosnas de los vecinos en la primera mitad del siglo XVIII (1721). En ella se puede contemplar la talla de Nuestra Señora del Rosario, patrona de la pedanía.
También el Museo-Biblioteca creado en 1997 por la Asociación de Amas de Casa y que recoge antiguas herramientas del campo y la ganadería, objetos de uso doméstico y una pequeña biblioteca.
Y la ermita de Nuestra Señora del Rosario, levantada en 2008 en honor de la patrona, en las inmediaciones de la pedanía. En este lugar se celebra cada mayo la romería antes referida.